# Sadins udden
Sadins udden är en udde i Finland. Den ligger i Raseborg och landskapet Nyland, i den södra delen av landet, 100 km väster om huvudstaden Helsingfors.
Terrängen inåt land är platt. Havet är nära Sadins udden åt sydväst. Runt Sadins udden är det ganska tätbefolkat, med 80 invånare per kvadratkilometer. I omgivningarna runt Sadins udden växer i huvudsak barrskog.